# Matallana de Torío
Matallana de Torío est une commune d'Espagne dans la province de León, communauté autonome de Castille-et-León. Elle s'étend sur 73,45 km2 et comptait environ 1 345 habitants en 2015.